# Michael Ryan (friidrottare)
Michael Ryan, född 19 december 1941, död 7 november 2017, var en friidrottare från Australien. Han deltog vid olympiska sommarspelen 1964.